# Милош Гвозденовић Гвозден
Милош Гвозденовић - Гвозден (Кастрат код Куршумлије, 13. март 1926 — Београд, 28. мај 2006) је био српски академски сликар и педагог.

## Биографија
Милош Гвозденовић је рођен у Кастрату код Куршумлије 13. марта 1926. године. Основну школу је завршио у Куршумлији а Гимназију у Прокупљу. Од 1946. године похађа Академији ликовне уметности у Београду код професора Мила Милуновића, Ивана Табаковића, Ђорђа Андрејевића Куна а дипломирао је 1950. године у класи професора Недељка Гвозденовића.
Од 1951. до 1955. године је био сарадник у Државној мајсторској радионици Ђорђа Андрејевића - Куна. Од 1963. до 1983. године био је професор у Школи за индустријско обликовање у Београду.
Магистрирао је 1968. године на Академији ликовне уметности у Београду из области сликарства. Поред сликарства бавио се још и мозаиком, фреском и таписеријом. Изведена дела му се налазе у Београду, Бору, Зајечару, Крушевцу, Доњем Милановцу, Новом Пазару и Бачкој Тополи. У току свог рада, студијски је путовао у Аустрију, Италију, Париз, Мађарску, Чехословачку, Немачку и Грчку.

## Самосталне изложбе
Милош Гвозденовић — Гвозден је у току свог живота излагао на преко 100 групних изложби у земљи и иностранству, а самосталне изложбе су му биле:
- 1957. Београд Галерија УЛУС-а,
- 1958. Крушевац, Народна библиотека,
- 1958. Зајечар, Омладински дом,
- 1958. Неготин, Срески суд,
- 1959. Бор, Дом синдиката,
- 1959. Бачка Топола, Народно позориште,
- 1968. Краљево, Дом ЈНА,
- 1975. Београд, Галерија Културног центра,
- 1977. Торино, Галерија „Magiavma“,
- 1978. Земун, Галеника,
- 1979. Земун, Народно позориште,
- 1987. Београд, Уметнички павиљон „Цвијета Зузорић“,

## Признања
Од многих награда и признања које је добио овај уметник најзначајније су:
- 1959. Златна медаља града Венеције и Диплома на међународном конкурсу "Maina di Ravena" у Равени,
- 1973. Награда УЛУС-а за сликарство,
- 1975. Друга награда СИЗ-а за културу Београда на изложби: Београд - инспирација сликара.
- 1979. Прва награда Галерије „11. април“ Нови Београд.